# آئروبی

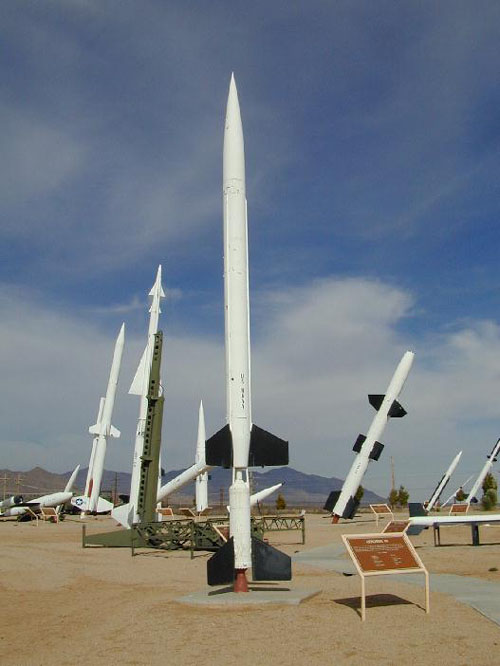
موشک آئروبی های، موزه منطقه موشکی وایت سندز

راکت آئروبی (انگلیسی: Aerobee) یکی از راکت‌های ژرفاسنج خلاقانهٔ ایالات متحده آمریکا، و یکی از راکت‌های ساخت این کشور بود که با بیشترین تعداد تولید شد. آئروبی که توسط شرکت آیروجت توسعه یافته بود، به‌گونه‌ای طراحی شده‌بود که ترکیبی باشد از ارتفاع قابل دستیابی و ظرفیت پرتاب موشک وی-۲ و اثربخشی هزینه‌ها و تولید انبوه راکت واک کورپورال. در سال‌های ۱۹۴۷ تا ۱۹۸۵ بیس از ۱۰۰۰ راکت آئروبی پرتاب شدند  و حجم زیادی از داده‌های فضایی، فیزیکی، هواشناسی و زیست‌پزشکی را به زمین بازگرداندند.